# Awa (stad)
Awa (Japans: 阿波市, Awa-shi) is een Japanse stad in de prefectuur Tokushima. In 2014 telde de stad 37.471 inwoners. 

## Geschiedenis
Op 1 april 2005 werd Awa benoemd tot stad (shi). Dit gebeurde na het samenvoegen van de toenmalige gemeente Awa (阿波町) met de gemeenten Ichiba (市場町), Donari (土成町) en Yoshino (吉野町).
Steden:
Anan · Awa · Komatsushima · Mima · Miyoshi · Naruto · Tokushima (hoofdstad) · Yoshinogawa

Districten:
Itano · Kaifu  · Katsura · Mima · Miyoshi · Myodo · Myozai · Naka
Gemeenten per district